# راز تولد
راز تولد نام کتابی‌ نوشتهٔ یوستین گردر نویسنده نروژی است که در سال ۱۹۹۲ میلادی در نروژ منتشر شده‌است. این کتاب در سال ۱۳۷۸ توسط مهرداد بازیاری ترجمه شد و نشر هرمس آن را منتشر کرد. این کتاب حاوی ۲۴ فصل و ویژهٔ کودکان است.

## داستان
یوکیم پسر خردسالی است که سی روز قبل از آغاز کریسمس یک تقویم کریسمس می‌خرد که هر روز باید یک فصل از نوشته‌های آن را بخواند و نماد آن بخش را به تقویم دیواری‌اش بچسباند. یوکیم داستان الیزابت هانسن را می‌خواند که با دیدن یک گوسفند اسباب‌بازی که جان گرفته، او را از اسلو تا بیت‌لحم دنبال می‌کند و در طی سی روز آینده حوادث مختلفی روی می‌دهد و با شخصیت‌های تاریخی و دینی بسیاری همراه می‌شود و در روز کریسمس به بیت‌لحم می‌رسد. یوکیم نیز اتفاقات جالبی را تجربه می‌کند.